# الشاهين الأسود (مروحية)
الشاهين الأسود T-70 هو اسم الذي أطلقته شركة أسيلسان التركية للصناعات العسكرية الإلكترونية إطلاقه على مروحيات «بلاك هوك S-70» المتعددة المهام، والأميركية الصنع، بعد تزويدها بأنظمة تكنولوجية متطورة.

## تطوير المشروع
يأتي هذا المشروع التقني في إطار خطة تركيا لسد احتياجاتها من الطائرات المتعددة المهام،
ويقع على عاتق شركة أسيلسان تزويد هذا الطراز من الطائرات، الذي يشهد إقبالا عالميًا، وتحديث شامل لأنظمة الملاحة والاتصالات والحرب الإلكترونية وأنظمة الإدارة والطيران، وتطوير هذه الأنظمة ودمجها عوضًا عن الأنظمة القديمة.

## إستخدامات المروحية
وستستخدم مروحية الشاهين الأسود في قيادة العمليات الخاصة للقوات الجوية للتسلل والانسحاب وإعادة تموين قوات العمليات الخاصة ليلا ونهارا أو في الظروف الجوية الرديئة، وكذلك في عمليات البحث والإنقاذ القتالية.
وستكون المهمة الأساسية هي نقل الجنود إلى ساحة القتال، وهي مجهزة لمقاومة نيران الأسلحة الصغيرة والصواريخ المتوسطة الأعيرة. ستلبي مروحية الشاهين الأسود حاجة ست جهات تركية هي قيادة القوات البرية والجوية، والقيادة العامة للدرك، وقيادة القوات الخاصة، والمديرية العامة للأمن، والمديرية العامة للغابات.
وقد دخل مشروع المروحيات حيز التنفيذ عقب منحه الترخيص من قبل شركة «سيكورسكي» الأميركية، التي تتبع لمجموعة لوكهيد مارتن، وهي أكبر شركة للصناعات العسكرية في العالم.
بهذه الأنظمة المسماة بنظام «إيماس» (IMAS)، وهي الأحرف الأولى من اسم «فريق إدارة المهام في أسيلسان»، لن يقتصر النظام على طرازي 109 وT-70 اللذين سيصنعان في تركيا، وإنما سيتم بيعه من قبل شركة سيكورسكي إلى أطراف أخرى، وسيستخدمه طيارون من مختلف أنحاء العالم.
ودخل المشروع حيز التنفيذ عقب منحه الترخيص من قبل شركة «سيكورسكي» الأميركية يوم 7 يونيو/حزيران 2016 بين كل من المستشارية وشركة «توساش» للطيران والصناعات الفضائية، وعدد من الشركات الأخرى كأسيلسان و«ألب» للطيران.

## شراكة وتعاون
وتتعاون هذه الشركات التركية في تصنيع الطائرات المروحية ضمن إطار المشروع خلال عشر سنوات.
وتبلغ قيمة عقد تصنيع مروحيات الشاهين الأسود نحو 3.55 مليارات دولار، ومن المتوقع أن يساهم بشكل كبير في سد احتياجات البلاد من الطائرات المروحية الخاصة بالمناطق العسكرية والمدنية في تركيا.
يذكر أن شركة أسيلسان، التي تشتهر بصناعة أنظمة وأجهزة إلكترونية لأغراض عسكرية، تأسست عام 1975 بمبادرة من «مؤسسة تعزيز القوات المسلحة التركية»، بهدف تلبية احتياجات الجيش التركي في مجال أجهزة الاتصالات.
وتساهم أسيلسان، التي برزت في تطوير أنظمة ومنتجات مستخدمة تقنيات دقيقة، في الاقتصاد التركي من خلال تصديرها منتجاتها خارج البلد.